# Yarelis Barrios
Yarelis Barrios (1983. július 12. –) olimpiai bronz- és világbajnoki ezüstérmes kubai diszkoszvetőnő.
A 2007-es oszakai és a 2009-es berlini világbajnokságon egyaránt ezüstérmes lett. A pekingi olimpiai játékokon az amerikai Stephanie Brown Trafton mögött lett ezüstérmes, miután hatvanhárom méter hatvannégy centimétert dobott a szám döntőjében. Ettől az érmétől 2016-ban, a doppingminták újraellenőrzése után (vízhajtó használat) megfosztották.

## Egyéni legjobbjai
- 66,13 méter